# Iglesia de San Andrés (Salardú)
La iglesia de San Andrés de Salardú (en occitano glèisa de Sant Andrieu de Salardú) es de estilo románico de transición del siglo XII y XIII, situada en la parte alta del municipio de Alto Arán en la comarca catalana del Valle de Arán.
Alberga la talla del Cristo de Salardú, una de las obras más representativas del románico aranés.
La portada lateral tiene cinco arquivoltas decoradas que descansan sobre columnas y capiteles. En el mismo muro se pueden apreciar dos arcadas. El campanario es octogonal y añadido del siglo XV, se compone de dos pisos, adosado en el ángulo sudoeste, es muy esbelto y está provisto de aspilleras que le dan un carácter defensivo. La cabecera está formada por tres ábsides semicirculares con canecillos y coronada por un campanario de espadaña.
En el interior, la planta es basilical, rectangular, de tres naves, la central cubierta con una bóveda apuntada, sostenida por pilares y las laterales, por bóvedas de cuarto de círculo reforzadas con arcos torales.
El famoso Cristo de Salardú, talla románica del siglo XII, preside el altar mayor, con pinturas al fresco restauradas recientemente. Es obra del mismo autor del Cristo de Mitgarán.